# كارل فرانك
كارل فرانك (بالألمانية: Karl Hermann Frank)‏ (و. 1898 – 1946 م) هو سياسي، من ألمانيا، ولد في كارلوفي فاري، كان عضوًا في الحزب النازي، توفي في براغ، عن عمر يناهز 48 عاماً، بسبب شنق.

## مناصب
تولى منصب عضو مجلس النواب الألماني من ألمانيا النازية.

## التعليم
تعلم في جامعة كارلوفا.

## الخدمة العسكرية
خدم في شوتزشتافل.

## جوائز
حصل على جوائز منها:
- شارة الحزب الذهبية
- وسام الخدمة الطويلة للحزب الاشتراكي الوطني الألماني
- خاتم شرف إس إس
- صليب الاستحقاق الحربي
- تكريم شيفرون للحرس القديم
- ميدالية سودينلاند
- War Victory Cross [الإنجليزية]‏.

## روابط خارجية
- كارل فرانك على موقع الموسوعة البريطانية (الإنجليزية)
- كارل فرانك على موقع مونزينجر (الألمانية)